# Algodoeiro-da-praia
O algodoeiro-da-praia (nome científico: Hibiscus tiliaceus) é uma espécie de árvore com flor pertencente à família Malvaceae, sendo originária dos trópicos do Velho Mundo. Também é conhecida pelos nomes de aguaxima-do-mangue, algodoeiro-da-índia, baru, embira, embira-do-mangue, guaxima-do-mangue, ibaxama, majagua, manhoco, quiabo-do-mangue e uacima-da-praia. Seu epíteto específico, "tiliaceus", faz referência às suas folhas, que se assemelham àquelas do gênero relacionado Tilia.

## Descrição

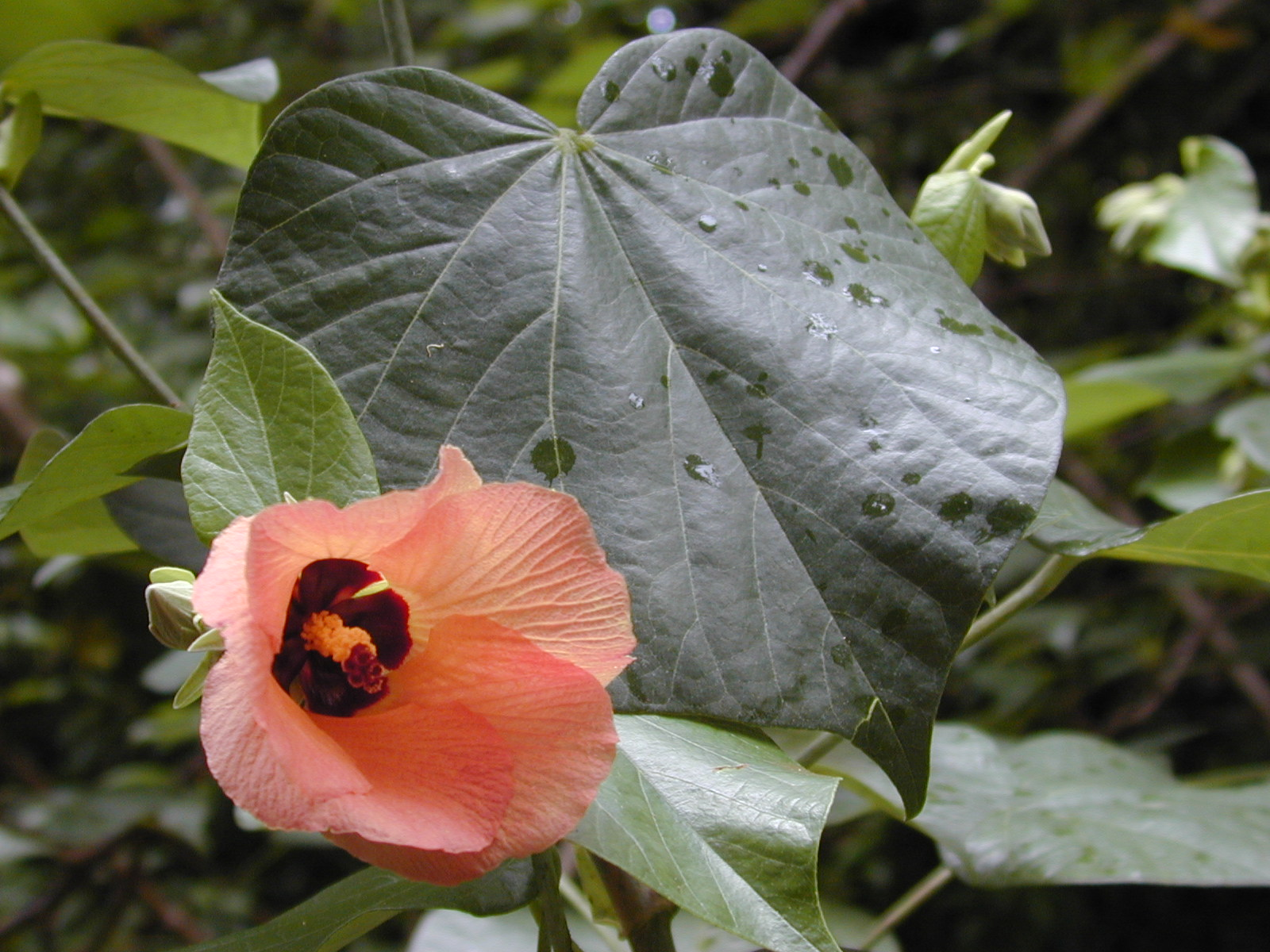
Flor avermelhada no Havaí

H. tiliaceus é uma árvore que alcança entre 4–10 m de altura, com o tronco chegando até os 15 cm de diâmetro. As flores são de cor amarela com coloração vermelha-escura no centro ao abrirem. No decorrer do dia, as flores adquirem uma cor laranja até chegarem ao vermelho, antes de caírem. Os galhos da árvore costumam se curvar com o tempo. As folhas são em forma de coração e vermelho escuro na var. rubra.

## Distribuição e habitat
A espécie é comumente encontrada na costa do leste e no norte da Austrália, Oceania, Maldivas, Sul e Sudeste Asiático. Se tornou naturalizada no Novo Mundo, como Flórida, Porto Rico e Ilhas Virgens. Não se sabe se a espécie é nativa do Havaí, pois pode ter sido introduzida na Polinésia. Hibiscus tiliaceus pode ser encontrada em elevações de até 800 m acima do nível do mar em áreas que recebem 900–2.500 mm de precipitação anual. É comumente encontrada crescendo em praias, rios e manguezais. O algodoeiro-da-praia é bem adaptado para crescer em ambiente costeiro, pois tolera sal e alagamento e pode crescer em areia de quartzo, areia de coral, marga, calcário e basalto triturado. Cresce melhor em solos ligeiramente ácidos a alcalinos (pH de 5–8,5).

## Usos
A madeira de H. tiliaceus tem peso específico de 0,6. Tendo sido usado em uma variedade de aplicações, como construção de embarcações, lenha e esculturas em madeira. É fácil de aplainar e girar bem, por isso é considerada por muitos como uma madeira para móveis de alta qualidade. As fibras vegetais retiradas dos caules têm sido tradicionalmente utilizadas na fabricação de cordas, enquanto sua casca tem sido utilizada, como a cortiça, para vedar rachaduras em barcos. A casca e as raízes podem ser fervidas para fazer um chá para esfriar as febres, e seus brotos de folhas jovens podem ser comidos como vegetais. Os nativos havaianos usavam a madeira para fazer ʻiako (mastros) para wa'a (canoas), mouo (flutuadores de rede de pesca) e ʻau ko'i (alças de enxó). Kaula ʻilihau (cordame) era feito de fibras liberianas. Hau seria usado para fazer ʻama (canoa) se wiliwili (Erythrina sandwicensis) não estivesse disponível.
O H. tiliaceus é amplamente utilizado nos países asiáticos como matéria para bonsai, especialmente em Taiwan. Os melhores espécimes são retirados do Parque Nacional de Kenting. Prestando-se à enxertia livre, o tamanho da folha é reduzido com bastante rapidez. Suas folhas também são utilizadas na culinária, como bandejas de bolos de arroz no vapor (粿).
Na Indonésia, também é usada para fermentar o tempeh. A parte inferior das folhas é coberta por pelos conhecidos tecnicamente como tricomas, aos quais o fungo Rhizopus oligosporus pode ser encontrado aderido na natureza. A soja é pressionada na folha e armazenada. A fermentação ocorre resultando em tempeh.

### Propriedades químicas
A cianidina-3-glicosídeo é a principal antocianina encontrada nas flores de H. tiliaceus. As folhas de H. tiliaceus exibiram forte atividade de eliminação de radicais livres e a maior atividade de inibição da tirosinase entre 39 espécies de plantas tropicais em Okinawa. Com maior radiação UV nas áreas costeiras, é possível que as folhas e flores das populações costeiras naturais de H. tiliaceus tenham propriedades antioxidantes mais fortes do que as populações plantadas no interior.

## Sinônimos
- Hibiscus abutiloides Willd.
- Hibiscus boninensis Nakai
- Hibiscus circinnatus Willd.
- Hibiscus porophyllus Vell.
- Hibiscus tortuosus Roxb.
- Pariti boninense (Nakai) Nakai
- Pariti tiliaceum (L.) A. Juss.
- Paritium abutiloides (Willd.) G.Don
- Paritium circinnatum (Willd.) G. Don
- Paritium elatum var. abutiloides (Willd.) Griseb.
- Paritium tiliaceum (L.) A. Juss.
- Talipariti tiliaceum (L.) Fryxell[13]